# Кораньи, Лайош
Лайош Кораньи (Кроненбергер) (венг. Korányi Lajos (Kronenberger); 15 мая 1907, Сегед — 29 января 1981, Будапешт) — венгерский футболист, игравший на позиции защитника, известен выступлениями за клуб «Ференцварош», а также национальную сборную Венгрии. Серебряный призёр чемпионата мира 1938 года. Трехкратный чемпион Венгрии. Двукратный обладатель кубка Венгрии. Обладатель кубка Митропы.

## Клубная карьера
В большом футболе дебютировал в 1928 году выступлениями за клуб «Бастия».
С 1930 года защищал цвета клуба «Бекешчаба».
Своей игрой привлек внимание представителей тренерского штаба клуба «Ференцварош», к составу которого присоединился в 1930 году. Сыграл за клуб из Будапешта следующие восемь сезонов своей игровой карьеры. За это время стал трехкратным чемпионом Венгрии и двукратным обладателем кубка Венгрии, а также выиграл кубок Митропы.
С 1938 по 1940 год играл в составе клубов «Фобус» и «Немзети».
Завершил профессиональную игровую карьеру в клубе «Чепель», за который выступал в течение 1940—1941 годов.

## Выступления за сборную
В 14 апреля 1929 году дебютировал в официальных матчах в составе национальной сборной Венгрии против сборной Швейцарии в матче завершившемся со счетом 5: 4. В октябре 1933 года в товарищеском матче со сборной Италии он сломал ногу и долго не мог восстановиться после травмы, вследствие чего пропустил чемпионат мира 1934 года.
В составе сборной был участником чемпионата мира 1938 года во Франции, где вместе с командой завоевал «серебро». Сыграл в трех победных поединках — против Нидерландской Ост-Индии (6-0), Швейцарии (2-0) и Швеции (5-1). Финальный матч против сборной Италии (2-4) пропустил из-за травмы.
В течение карьеры в национальной команде, которая длилась 13 лет, провел в её форме 40 матчей

## Титулы и достижения
- Чемпион Венгрии (3):

«Ференцварош»: 1932, 1934, 1938
- Обладатель Кубка Венгрии (2):

«Ференцварош»: 1933, 1935
- Обладатель Кубка Митропы (1):

«Ференцварош»: 1937